# Dudda, Mandya
Dudda là một làng thuộc tehsil Mandya, huyện Mandya, bang Karnataka, Ấn Độ.